# Tamest
Tamest (em árabe: ﻓﻨﻮﻏﻴﻞ) é uma comuna localizada no distrito de Fenoughil, na província de Adrar, no centro-sul da Argélia. Em 2008, sua população era de 8 266 habitantes.